# Kalpeni Island
Kalpeni Island är en ö i Indien.   Den ligger i delstaten Lakshadweep, i den södra delen av landet, 2 100 km söder om huvudstaden New Delhi. Arean är 2,8 kvadratkilometer.